# مسجد بشارت
مسجد بشارت (اسپانیایی: Mezquita Basharat‎) از مساجد اسپانیا که در شهر پدروآباد قرار گرفته‌است، این بنا به فرقهٔ احمدیه تعلق دارد. همچنین مرکز جماعت احمدیه‌های اسانیا در همین شهر پدروآباد قرار گرفته، که همایش سالانه احمدیون جهان در این مرکز صورت می‌پذیرد.